# Combon
Combon és un municipi francès situat al departament de l'Eure i a la regió de Normandia. L'any 2007 tenia 718 habitants.

## Demografia

### Població
El 2007 la població de fet de Combon era de 718 persones. Hi havia 272 famílies, de les quals 52 eren unipersonals (28 homes vivint sols i 24 dones vivint soles), 84 parelles sense fills, 124 parelles amb fills i 12 famílies monoparentals amb fills.
La població ha evolucionat segons el següent gràfic:
Habitants censats

### Habitatges
El 2007 hi havia 294 habitatges, 275 eren l'habitatge principal de la família, 12 eren segones residències i 7 estaven desocupats. 292 eren cases i 2 eren apartaments. Dels 275 habitatges principals, 246 estaven ocupats pels seus propietaris, 23 estaven llogats i ocupats pels llogaters i 6 estaven cedits a títol gratuït; 2 tenien una cambra, 6 en tenien dues, 31 en tenien tres, 86 en tenien quatre i 150 en tenien cinc o més. 227 habitatges disposaven pel capbaix d'una plaça de pàrquing. A 112 habitatges hi havia un automòbil i a 148 n'hi havia dos o més.

### Piràmide de població
La piràmide de població per edats i sexe el 2009 era:
| Homes | Edats   | Dones |
| ----- | ------- | ----- |
| 0     | 95 o +  | 0     |
| 0     | 90 a 94 | 4     |
| 0     | 85 a 89 | 0     |
| 0     | 80 a 84 | 4     |
| 12    | 75 a 79 | 8     |
| 20    | 70 a 74 | 12    |
| 16    | 65 a 69 | 20    |
| 8     | 60 a 64 | 16    |
| 8     | 55 a 59 | 0     |
| 16    | 50 a 54 | 12    |
| 36    | 45 a 49 | 20    |
| 24    | 40 a 44 | 24    |
| 20    | 35 a 39 | 24    |
| 20    | 30 a 34 | 20    |
| 40    | 25 a 29 | 12    |
| 12    | 20 a 24 | 8     |
| 20    | 15 a 19 | 16    |
| 20    | 10 a 14 | 24    |
| 16    | 5 a 9   | 12    |
| 12    | 0 a 4   | 40    |

## Economia
El 2007 la població en edat de treballar era de 489 persones, 393 eren actives i 96 eren inactives. De les 393 persones actives 366 estaven ocupades (198 homes i 168 dones) i 27 estaven aturades (10 homes i 17 dones). De les 96 persones inactives 32 estaven jubilades, 35 estaven estudiant i 29 estaven classificades com a «altres inactius».

### Ingressos
El 2009 a Combon hi havia 286 unitats fiscals que integraven 769,5 persones, la mediana anual d'ingressos fiscals per persona era de 18.820 €.

### Activitats econòmiques
Dels 15 establiments que hi havia el 2007, 2 eren d'empreses de fabricació de material elèctric, 1 d'una empresa de fabricació d'altres productes industrials, 3 d'empreses de construcció, 3 d'empreses de comerç i reparació d'automòbils, 2 d'empreses de transport, 1 d'una empresa d'hostatgeria i restauració, 1 d'una empresa de serveis i 2 d'entitats de l'administració pública.
Dels 5 establiments de servei als particulars que hi havia el 2009, 1 era un taller de reparació d'automòbils i de material agrícola, 2 paletes, 1 lampisteria i 1 restaurant.
L'any 2000 a Combon hi havia 20 explotacions agrícoles.

## Equipaments sanitaris i escolars
El 2009 hi havia una escola elemental.

## Poblacions més properes
El següent diagrama mostra les poblacions més properes.